# Pont Charles-de-Gaulle (Paris)
Pour les articles homonymes, voir Pont Charles-de-Gaulle (homonymie).
Le pont Charles-de-Gaulle est un pont franchissant la Seine à Paris, en France.

## Situation et accès
Il relie le 12e arrondissement, au niveau de la rue Van-Gogh, au 13e arrondissement, sur le quai d'Austerlitz. C'est le plus récent pont routier enjambant la Seine à Paris ; en effet, la passerelle Léopold-Sédar-Senghor (1999) et la passerelle Simone-de-Beauvoir (2006), ne sont que des passerelles piétonnes.
Ce site est desservi par la station de métro Gare d'Austerlitz.

## Origine du nom
Le pont porte le nom de Charles de Gaulle (1890-1970), général, chef de la France libre et président de la République française de 1959 à 1969.

## Historique
Le pont Charles-de-Gaulle tire son origine du développement récent du sud-est de Paris, dans les quartiers de Bercy et de la nouvelle bibliothèque François-Mitterrand. Sa réalisation fut adoptée par le Conseil de Paris en 1986 afin de relier ces quartiers, de décharger le pont d'Austerlitz et de mettre en correspondance directe la gare de Lyon et celle d'Austerlitz.
Le projet lauréat de Louis Arretche et Roman Karasinski, composé d'un tablier d'acier blanc ressemblant à une aile d'avion reposant sur des piles discrètes par l'intermédiaire de fins tubes d'acier, cherche à se fondre le plus possible dans le paysage. Commencé en 1993, il fut terminé en 1996.
La RATP expérimente sur ce pont, fin 2016, une navette sans conducteur reliant la gare de Lyon à la gare d'Austerlitz.
Le pont a été préconçu pour pouvoir supporter le passage d'un transport hectométrique de type SK, faisant la navette entre les gares parisiennes de Lyon et d'Austerlitz. Le projet ne verra finalement pas le jour pour des raisons techniques, financières et tarifaires (intégration ou non dans le système de la Carte Orange).

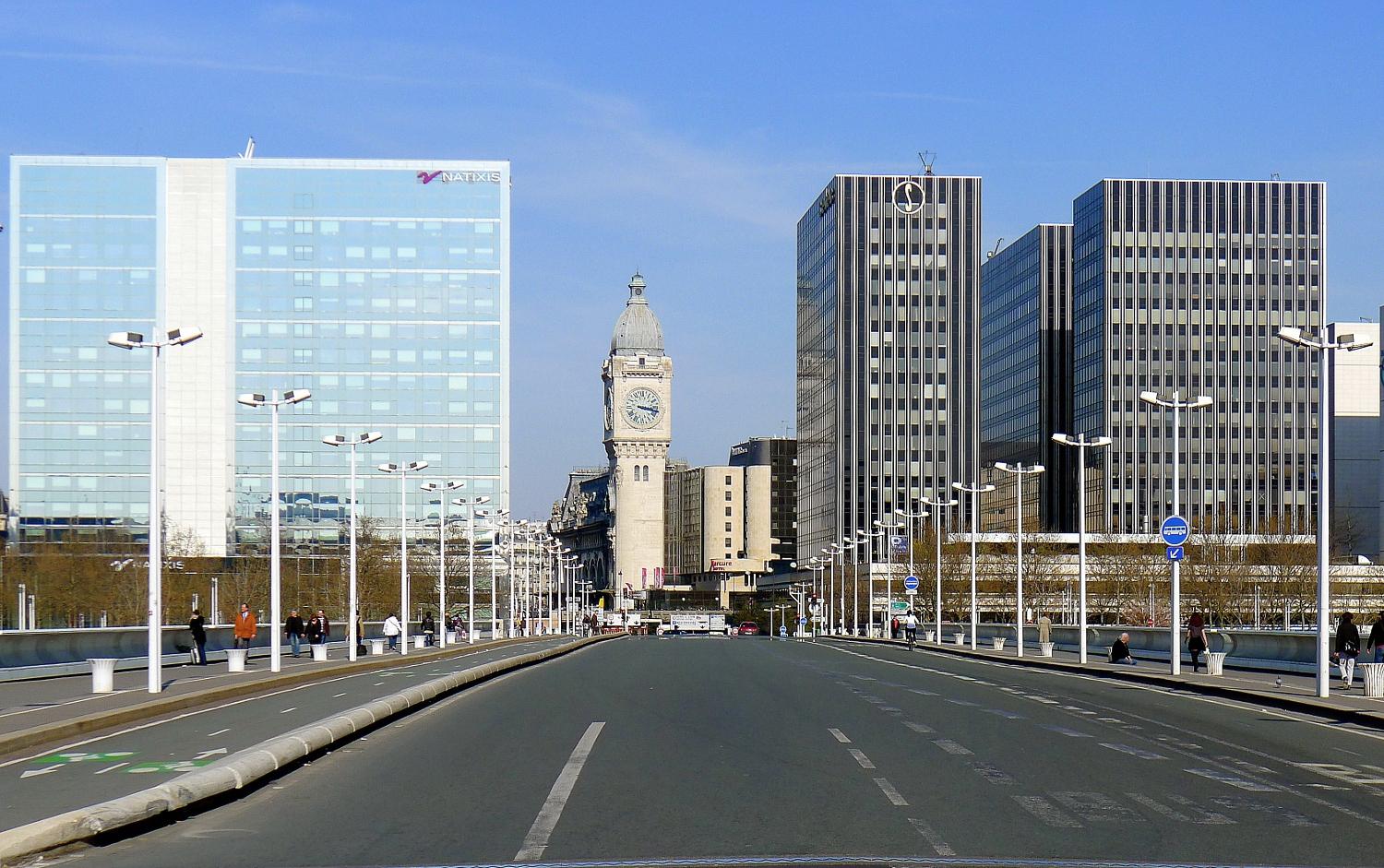
Sur le pont vu depuis le quai d'Austerlitz avec la gare de Lyon à l'arrière-plan en 2011.
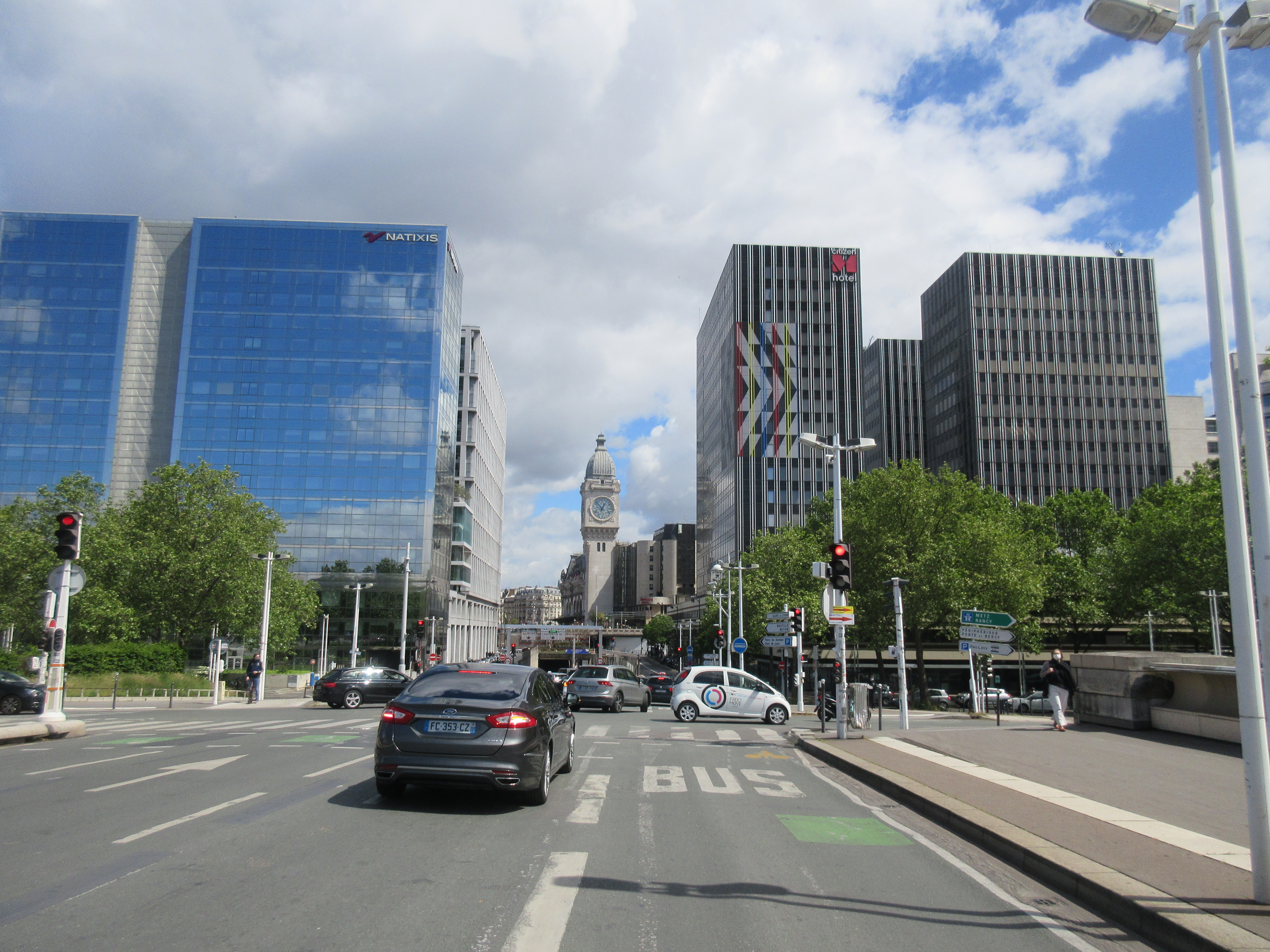
Sur le pont vu depuis le quai d'Austerlitz avec la gare de Lyon à l'arrière-plan en 2021.
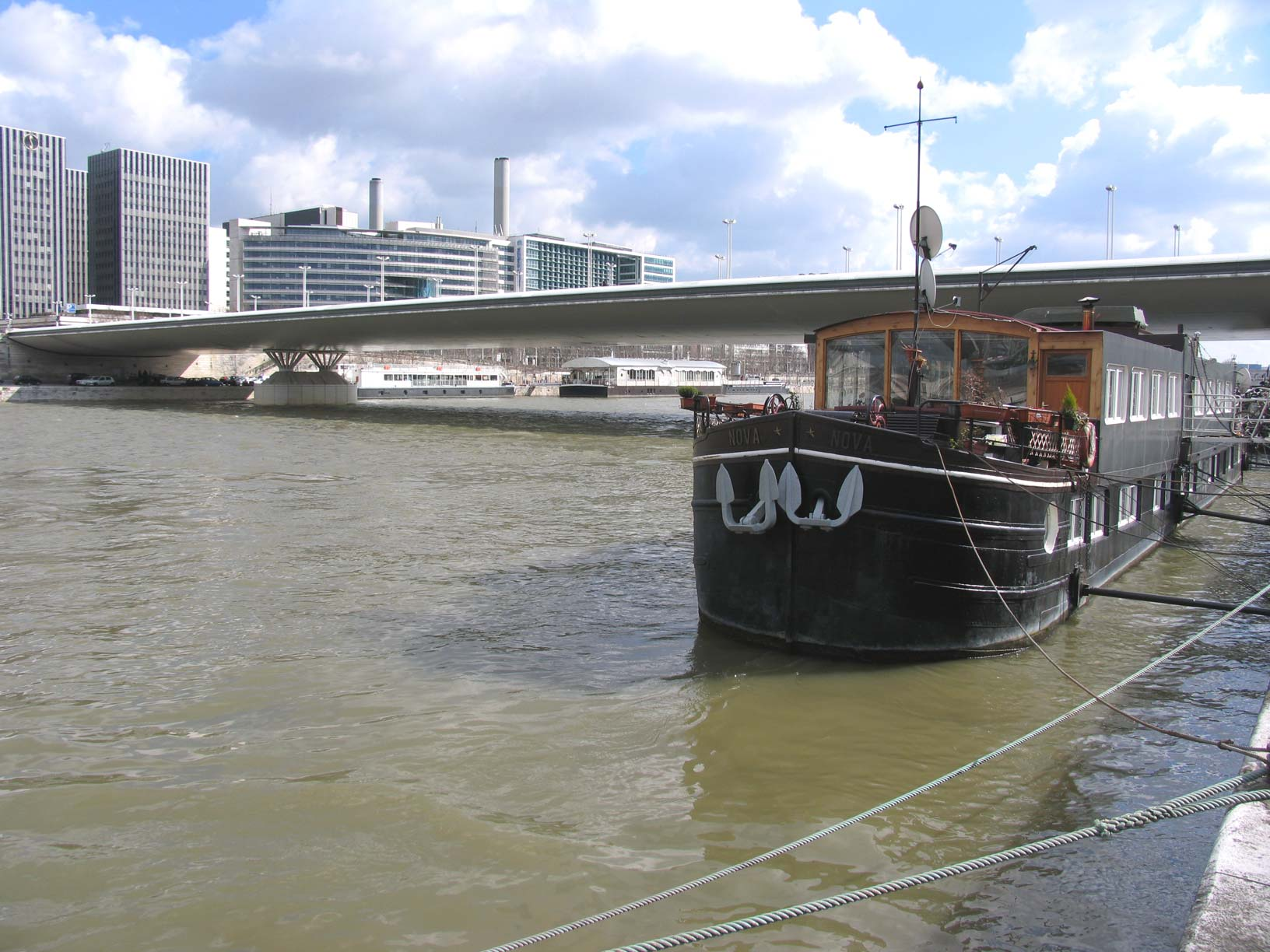
Péniche amarrée au pied du pont.
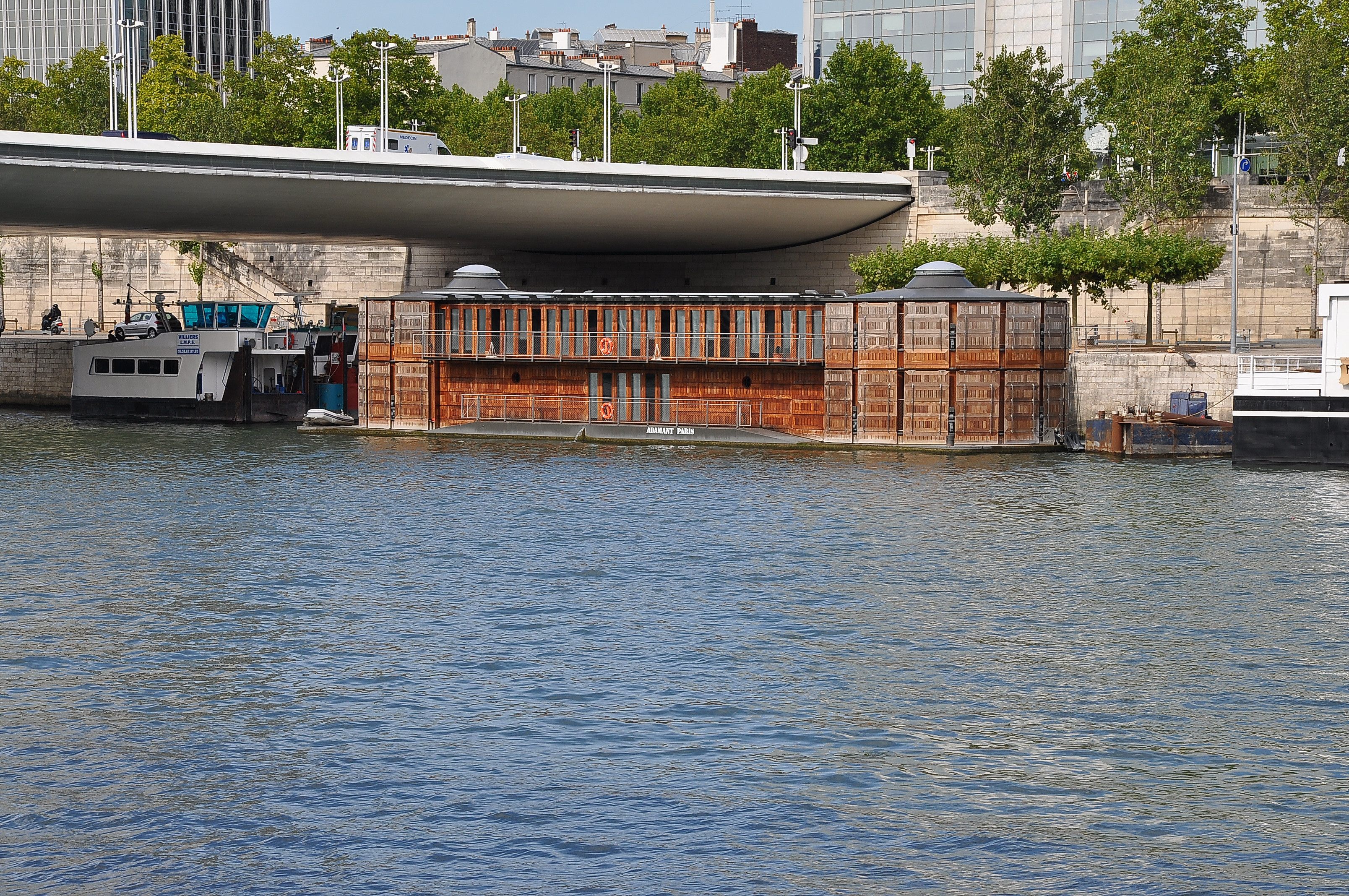
Sous le pont est amarrée la péniche l'Adamant, hébergeant un hôpital psychiatrique sur la Seine.
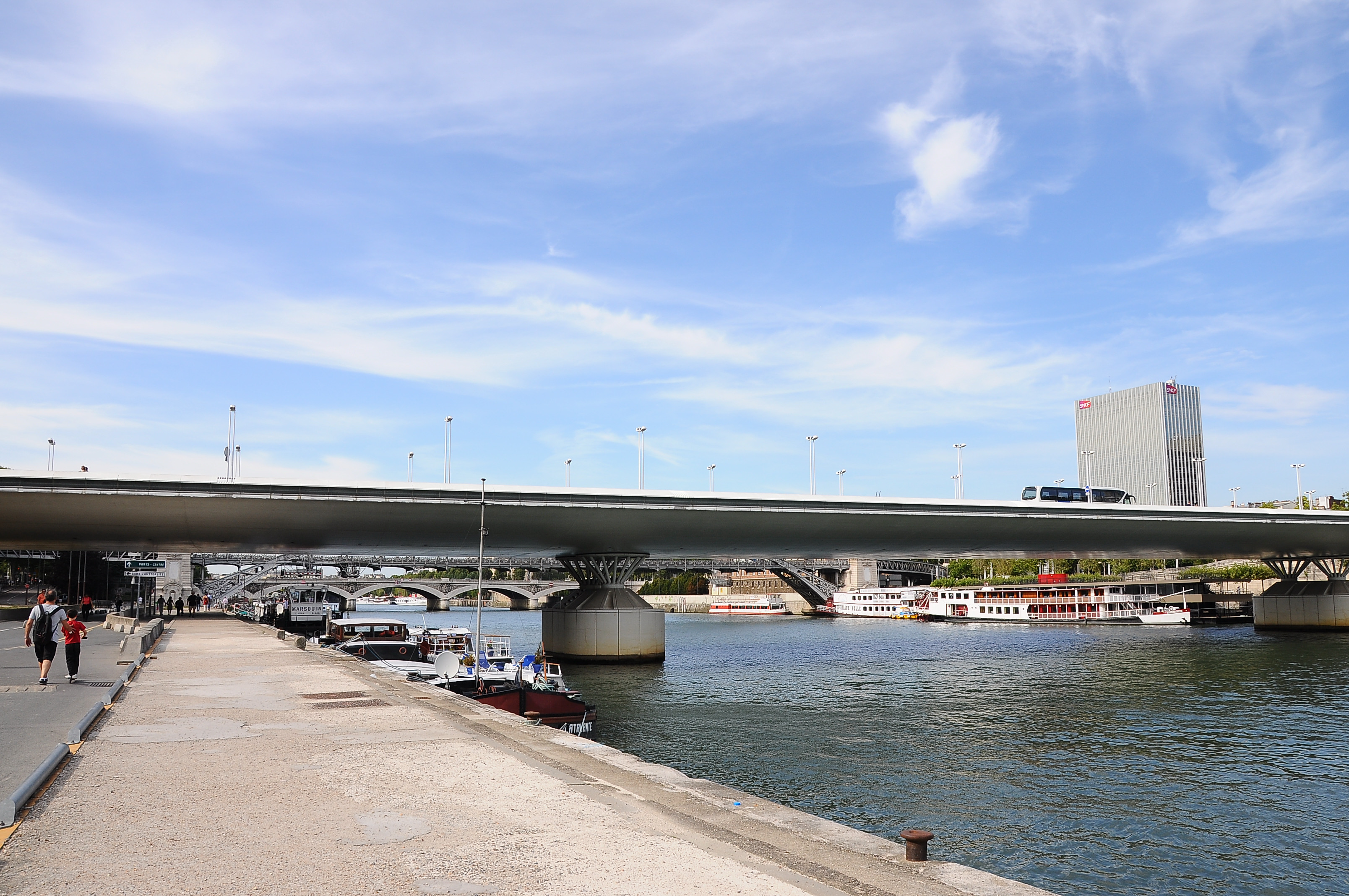
Vue du port d'Austerlitz.